# Championnats du monde de vol à ski 1986
Navigation
Planica 1985 Oberstdorf 1988
La 9e édition des championnats du monde de vol à ski s'est déroulée du 8 mars 1986 au 9 mars 1986 à Kulm en Autriche qui organise pour la seconde fois la compétition.

## Résultats

### Individuel
| Médaille | Concurrent        | Points |
| Or       | Andreas Felder    | 745.0  |
| Argent   | Franz Neuländtner | 730.5  |
| Bronze   | Matti Nykänen     | 698.5  |
| 4e       | Ladislav Dluhoš   | 681.0  |
| 5e       | Tuomo Ylipulli    | 680.5  |
| 6e       | Thomas Klauser    | 674.5  |
| 7e       | Pekka Suorsa      | 672.0  |
| 7e       | Franz Wiegele     | 672.0  |
| 9e       | Jens Weissflog    | 671.0  |
| 10e      | Piotr Fijas       | 656.5  |